# Pandiaka lindiensis
Pandiaka lindiensis är en amarantväxtart som beskrevs av Karl Suessenguth och Beyerle. Pandiaka lindiensis ingår i släktet Pandiaka och familjen amarantväxter. Inga underarter finns listade i Catalogue of Life.